# Philicus griseoguttatus
Philicus griseoguttatus är en skalbaggsart som beskrevs av Stefan von Breuning 1959. Philicus griseoguttatus ingår i släktet Philicus och familjen långhorningar.
Artens utbredningsområde är Sulawesi. Inga underarter finns listade i Catalogue of Life.